# Lissonotidea ornatula
Lissonotidea ornatula är en stekelart som beskrevs av Hellen 1949. Lissonotidea ornatula ingår i släktet Lissonotidea och familjen brokparasitsteklar. Inga underarter finns listade i Catalogue of Life.